# Bastogi (azienda)

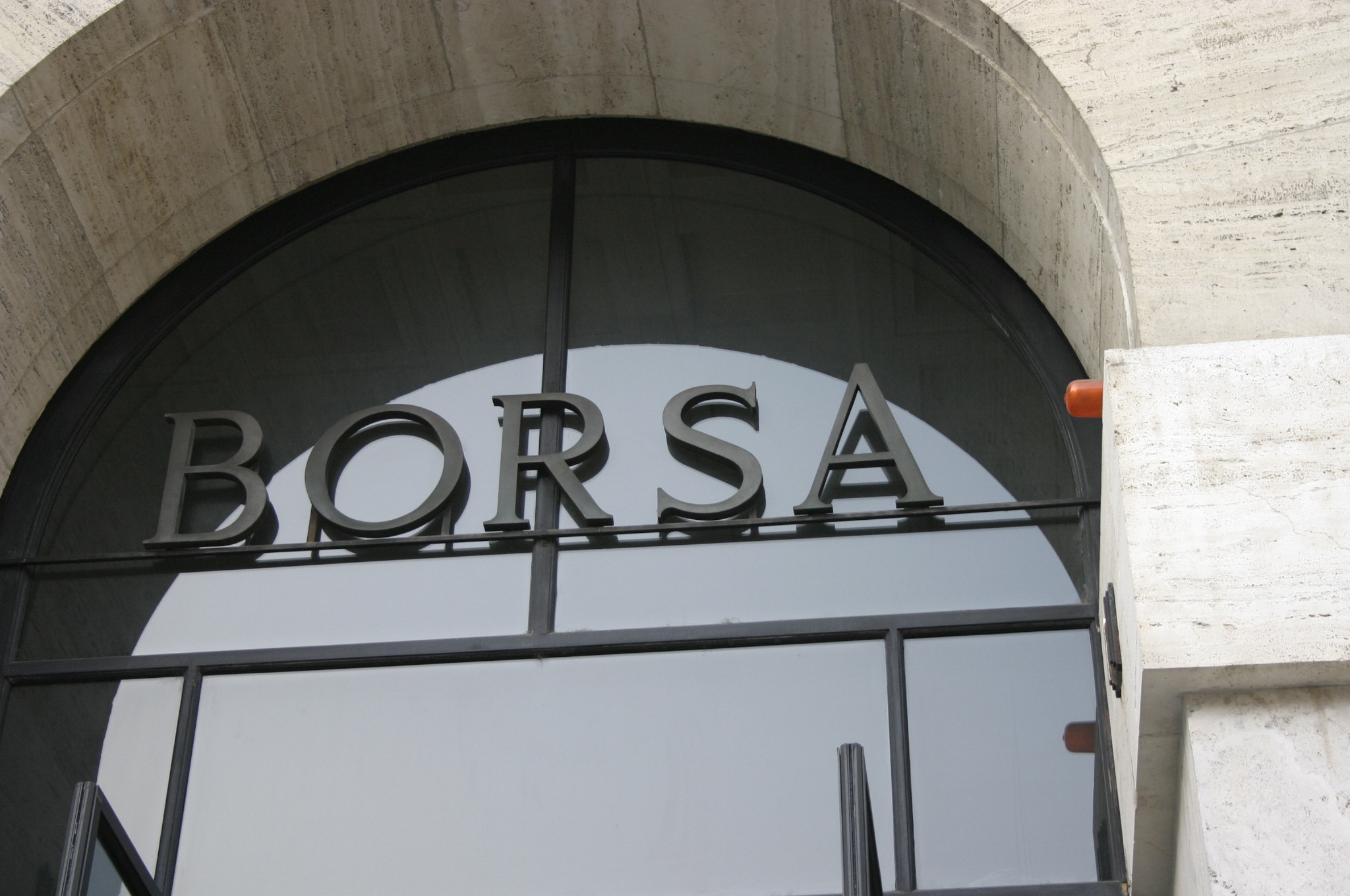
L'entrata della Borsa di Milano

La Bastogi, fondata nel 1862 come Società Italiana per le Strade Ferrate Meridionali, è la più antica società per azioni italiana quotata alla Borsa di Milano, essendo presente dal 1863, ancora in attività. In più di 150 anni si è trasformata più volte, e la sua storia si è intrecciata attraverso tre secoli con quella dello sviluppo industriale ed economico dell'Italia.
Nel 1972 la società assunse la denominazione di Bastogi Finanziaria, per poi trasformarsi nel 1978 in Bastogi IRBS e quindi, nel 1987, semplicemente in Bastogi. È quotata alla Borsa di Milano, dove è presente nell'indice FTSE Italia Small Cap.

## Storia

### LaSocietà Italiana per le Strade Ferrate Meridionali
La società nacque a Torino con la ragione sociale di Società Italiana per le Strade Ferrate Meridionali il 18 settembre 1862 per iniziativa del conte Pietro Bastogi con un capitale iniziale di 100 milioni di lire. Era una società ferroviaria privata che gestiva numerose linee ferroviarie, in massima parte nel nord e nel versante adriatico e meridionale della penisola italiana. Dal 1885 assunse la ragione sociale di Società Italiana per le Strade Ferrate Meridionali. Esercizio della Rete Adriatica.
Nel 1906 in seguito al riscatto e alla successiva nazionalizzazione delle linee ferroviarie da parte dello Stato, la società si trasformò in finanziaria investendo nel settore elettrico, in quello immobiliare e delle costruzioni, e infine in obbligazioni e titoli di Stato nazionali ed esteri. Fu soprattutto la nascente industria elettrica a focalizzare la strategia aziendale: nel 1915 la società era ormai in possesso di pacchetti azionari di sedici imprese del settore, per circa 28 milioni di lire, su un capitale totale delle stesse di 180 milioni (tra queste la Adriatica, la Ligure‑Toscana, la SME, la Conti, l'Adamello, la Maira, la Cellina e la Società Elettrica della Sicilia Orientale - SESO gestita da Enrico Vismara).
La Bastogi in quest'epoca era la più importante finanziaria italiana. Nel 1926 ne divenne presidente Alberto Beneduce, che era contemporaneamente presidente anche del Crediop e dell'ICIPU, due istituti pubblici.
Assorbita dall'I.R.I. dopo la grande crisi del 1929, venne risanata e riprivatizzata nel 1937.
Ora la società aveva sede a Firenze e direzioni a Milano e Roma.
Al sindacato di controllo partecipavano la FIAT, la Pirelli, la Edison, la Centrale, la RAS e le Generali, mentre le partecipazioni più significative la Finanziaria le deteneva nell'Italcementi e nella Montedison. Perciò, prima dell'ingresso dei privati in Mediobanca, è stato il principale "salotto buono" dell'economia italiana, dove avvenivano le mediazioni fra i grandi gruppi industriali e finanziari privati.
La nazionalizzazione dell'energia elettrica nel 1962 diede liquidità alla finanziaria, che fu reinvestita soprattutto nella chimica, ma in effetti iniziò il declino della Bastogi in termini di potere economico.
Nel 1971 la Società Italiana per le Strade Ferrate Meridionali fu oggetto della prima OPA della storia italiana, promossa dal finanziere Michele Sindona. La scalata fallì per l'opposizione dell'establishment finanziario italiano guidato da Guido Carli, governatore della Banca d'Italia, e da Enrico Cuccia, direttore generale di Mediobanca.

### DaBastogi FinanziariaaBastogi
Dopo essere diventata nel 1972 Bastogi Finanziaria ed aver spostato la sede a Roma, nel 1978, a seguito dell'incorporazione dell'Istituto Romano dei Beni Stabili, modifica la propria ragione sociale in Bastogi IRBS.
Nel 1983 l'Italmobiliare della famiglia Pesenti, con l'acquisizione del 23% della società, diviene il maggiore azionista di Bastogi IRBS, che avvia un processo di alienazione delle partecipazioni industriali, concentrandosi sul settore immobiliare. Nel 1986 la SAPAM della famiglia Romagnoli assume una quota del 58,4% di Bastogi IRBS e, un anno dopo, viene modificata la denominazione sociale in Bastogi. Nel 1990 il Gruppo Cabassi rileva il 47% della società, consolidando la sua presenza nel campo immobiliare e in quello dei servizi. Nel 1994 Bastogi acquisisce il 50,3% di Brioschi Finanziaria.
Nel 2004 viene lanciata un'OPA obbligatoria su circa 312 milioni di azioni Bastogi da parte di Sintesi S.p.A., holding del Gruppo Cabassi. A conclusione dell'OPA, Sintesi possiede il 64% del capitale di Bastogi. Nel giugno 2008 avvenne la scissione parziale proporzionale inversa della società a favore di Brioschi Sviluppo Immobiliare. Il 1º gennaio 2015 avvenne la fusione per incorporazione di Raggio di Luna in Bastogi, per effetto della quale Bastogi diviene attiva anche nei settori dell'immobiliare e dell'intrattenimento.

## Dati economici
Nel 2017 Bastogi, holding di partecipazione, ha registrato ricavi per 53,6 milioni di euro (con un aumento dell'1% rispetto all'anno precedente), Ebitda di 10,2 milioni, utile di 9,8 milioni rispetto ad una perdita di 8,7 milioni avuta nel 2016. L'attività immobiliare incide nei ricavi per 26,5 milioni, quella di intrattenimento per 18,6, arte & cultura per 6,2, altre attività per 8,1 milioni. L'indebitamento risulta a fine 2017 di 287 milioni (era di 305 nel 2016).

## L'assetto attuale
Bastogi è una holding di partecipazioni attiva principalmente nei seguenti settori: immobiliare, intrattenimento, arte e cultura, alberghiero e servizi commerciali.

### Immobiliare
Attraverso il Gruppo Brioschi, la società Sintesi e altre controllate minori, opera nel settore dello sviluppo immobiliare. Tramite "Milanofiori 2000" e "Milanofiori Sviluppo" è proprietaria di un'area di 360.000 metri quadrati al confine sud di Milano, nel Comune di Assago, in cui è in fase avanzata di realizzazione il progetto "Milanofiori Nord" (218.000 metri quadrati) con destinazione terziario, commerciale, residenziale. A metà del 2017 è stata perfezionata la cessione dell'edificio U16 di Milanofiori Nord.
A Milano, in zona Navigli, è stato recuperato il complesso storico di via Darwin (ex Istituto Sieroterapico Milanese), diventato sede di enti, aziende, Domus Academy e Nuova Accademia delle Belle Arti. Alla fine del 2017 (e perfezionato nel marzo 2018) l'intero complesso è stato ceduto per circa 100 milioni di euro al fondo Megatrends Italia.
La società è proprietaria anche di una vasta area a Santa Cesarea Terme (LE), e di un'area di 11.000 metri quadri a Rozzano (MI) dove si prevede lo sviluppo di Milanofiori Sud.

### Intrattenimento
Tramite Forumnet Holding, società nata nel 1990, gestisce strutture dedicate all'intrattenimento (Mediolanum Forum e Teatro della Luna ad Assago, e PalaLottomatica a Roma) e produce spettacoli teatrali attraverso la società Compagnia della Rancia.

### Arte e cultura
Attraverso "Open Care" fornisce servizi integrati per la gestione, la valorizzazione e la conservazione delle opere e degli oggetti d'arte.
Negli spazi polifunzionali dei Frigoriferi Milanesi e del Palazzo del Ghiaccio, a Milano in via Piranesi, ospita e organizza un'ampia tipologia di eventi, quali presentazioni, convegni, spettacoli, mostre, incontri culturali, sfilate di moda, shooting fotografici, ricevimenti e serate di gala.

### Alberghiero
Attraverso il marchio "H2C Hotel" gestisce un hotel 4 stelle business ad Assago (Milano).

### Servizi commerciali
Tramite il World Trade Center di Milano fornisce servizi commerciali alle piccole e medie imprese.

## Azionariato
L'azionariato comunicato alla Consob è il seguente:
- Matteo Cabassi: 23,12%
- Marco Cabassi: 21,15%
- Maria Chiara Cabassi: 15,56%
- Mariagabriella Cabassi: 15,56%
- Paolo Andrea Colombo: 5,94%
  - Merfin: 5,94%
- Azioni proprie: 10,79%[10]

Dati aggiornati al 30 aprile 2018

## Archivio
Nel luglio 2002 l'Archivio storico Bastogi è stato versato in deposito dall'Archivio di Stato di Milano alla Fondazione Istituto per la storia dell'età contemporanea (Isec). La documentazione si estende dal 1862 al 1983 e comprende 3 947 pezzi, con carte riguardanti sia la Bastogi sia le imprese controllate o collegate.